# Égliseneuve-des-Liards
 Égliseneuve-des-Liards  es una comuna y población de Francia, en la región de Auvernia, departamento de Puy-de-Dôme, en el distrito de Issoire y cantón de Sauxillanges.
Su población en el censo de 1999 era de 141 habitantes.
Está integrada en la Communauté de communes du Pays de Sauxillanges.

## Demografía
| 169 | 145 | 127 | 136 | 125 | 141 |
| Para los censos de 1962 a 1999 la población legal corresponde a la población sin duplicidades (Fuente: INSEE [Consultar]) |     |     |     |     |     |